# 帕吉勒提河

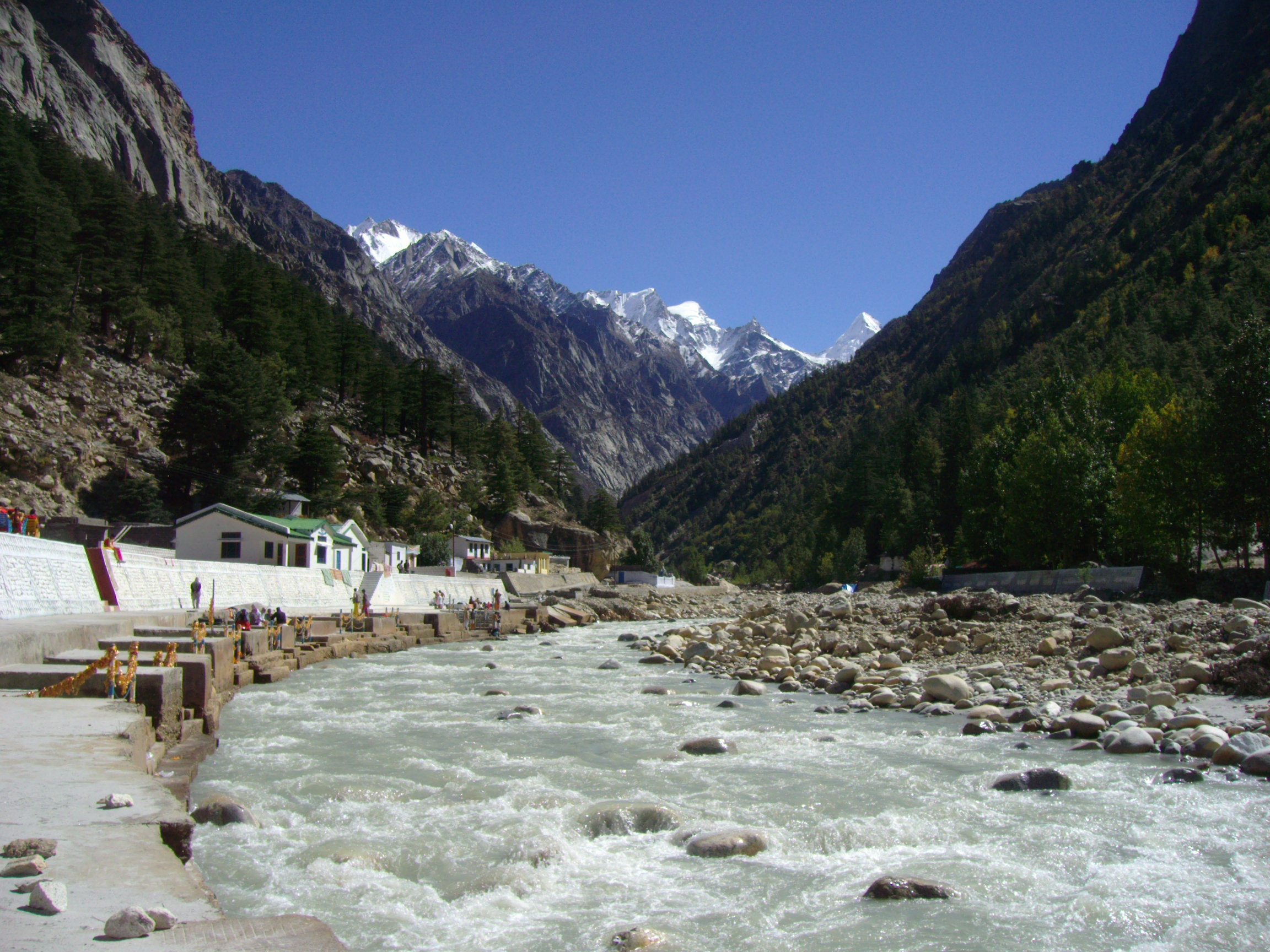

帕吉勒提河（羅馬化：Bhāgīrathī）是印度的河流，位於北阿坎德邦，是恆河的西源，發源自根戈德里冰川，河道全長205公里，流域面積6,921平方公里，平均流量每秒257.78立方米。帕吉勒提河流至特赫里加瓦爾縣南部的德沃普拉耶格，與東源阿勒格嫩達河匯集後，始稱恆河。
帕吉勒提河下游有壮观的涌潮现象。

## 外部連結
- 维基共享资源上的相關多媒體資源：帕吉勒提河